# Мара Бунева
Мара Николова Бунева е българска революционерка, членка на Вътрешната македонска революционна организация. Известна е като „борец за свобода“ и „героиня“ заради извършения от нея атентат срещу Велимир Прелич през 1928 година.

## Биография и революционна дейност

### Семейство
Мара е родена през 1901 или 1902 година в северозападния македонски град Тетово, тогава в Османската империя, днес в Северна Македония, в семейството на Никола и Ана Буневи.
Баща ѝ е просветен деец и търговец, тетовски околийски ръководител на ВМОРО, а през Първата световна война български кмет на родния си град. Майка ѝ е братовчедка на Миля от рода Топорковци, женена за предприемача Георги Хаджиристич.
По-големи братя на Мара са Борис, български военен и деец на ВМРО, и Лазар, убит от сърбите като войник в битолския гарнизон след атентата или в края на Втората световна война, а нейни по-малки сестри са Надежда, Вера (женена за свещеник Георги Николов) и Елена. По майчина линия Мара е внучка на Захарий (Зако) Манойлов, който има заслуга за построяването на християнския храм „Свети Димитър“ в Тетово по турско време. Братовчедът на Мара Бунева Борис Андрейчин, адвокат в Тетово, е убит за наказание на 31 януари 1928 година, а близките ѝ Стефан Паркачев, Манол Стоянов и Веса Анчева са подведени под отговорност и бити заради предполагаемо съучастничество в атентата, но по-късно са освободени.

### Личен живот
В периода 1915 – 1917 година Мара Бунева учи в скопската стопанска гимназия, а след края на Първата световна война заминава за България. Завършва висше образование в Софийския университет, след което се жени за офицера от българската армия Иван Хранков. Брат ѝ Борис Бунев я привлича в редовете на ВМРО и тя започва да изпълнява поръчки на революционната организация, като на няколко пъти минава границата с конспиративни задачи. През 1926 година Мара Бунева се завръща в Тетово при семейството си, а през декември същата година успешно се развежда със съпруга си. През 1927 година се установява в Скопие, в къщата на роднините си Хаджиристич, съседна на тази на Велимир Прелич. Завършва курс по шев и отваря собствено шивашко ателие, като междувременно се сближава със семейство Прелич и влиза във висшето сръбско общество в града.

### Атентат срещу Велимир Прелич
На 13 януари 1928 година Мара Бунева разстрелва в центъра на Скопие, на стария Камен мост на Вардар, Велимир Прелич, след което се прострелва в гърдите. Велимир Прелич е юридически съветник на Скопска бановина и като такъв е отговорен за Скопския студентски процес срещу дейците на Македонската младежка тайна революционна организация.
Запитана от сръбския офицер, пристигнал пръв на мястото на атентата, защо е убила Прелич, Мара Бунева отговаря: „Заради мъченията, които той извърши над моите братя студенти. Защото обичам отечеството си.“
Мара Бунева умира на следващия ден, 14 януари, от раните си. Погребението ѝ е извършено без свещеник и опело в безименен гроб.

#### Отзвук от атентата
Атентатът привлича вниманието на европейската общественост към съдбата на българите под сръбска и гръцка власт. Френският вестник „Йовър“ нарича Мара Бунева „македонската Шарлот Корде“. Вестник „Франс“ пише: „Истината, която Франция трябва да знае е, че тези терористични действия всъщност са дело не на вулгарни разбойници, а на един въстанал народ!“ Австрийският „Тагеспост“ пише: „Лозунгът на организацията е: Свобода или смърт! Нейните привърженици не се предават живи на неприятеля. Те знаят само едно: борба срещу чуждото насилническо господство...“ Панихиди в памет на Бунева са извършени от македоно-българската емиграция в България, САЩ и Канада.

## Паметната плоча на Мара Бунева
След освобождението на Вардарска Македония през пролетта на 1941 година на мястото на самоубийството на Мара Бунева е поставена паметна плоча. След изтеглянето на българските войски и администрация в началото на септември 1944, в края на същия месец паметната плоча е разрушена по заповед на Лазар Колишевски, секретар на Македонската комунистическа партия. На 13 януари 2002 година от северномакедонското българско дружество „Радко“ според една версия, а според друга активисти на ВМРО-БНД и местни българи от Република Македония, поставят паметна плоча на мястото на атентата. Плочата ежегодно бива чупена от вандали и поставяна наново, а през 2007 година се стига до побой над участниците в мероприятието. През 2008 година в навечерието на честванията на Мара Бунева Скопие осъмва с надпис „Смърт за българите и предателите на 13 януари“, изписан на сграда близо до българския Културно-информационен център в града. Българското правителство реагира остро против антибългарското съдържание. В израз на съпричастност от българска страна към смъртта на 11 войници от армията на Република Македония, загинали в авиокатастрофа проявите на 13 януари са отменени. По-късно плочата отново е поставена, поругавана и поставяна отново.

## Наследство
На Мара Бунева е наречена главната улица на квартал „Орландовци“ в София (Карта). На нея е наименуван нос Бунева на остров Земя Александър I в Антарктика.
През 2023 година е заснет българският документален филм „Отмъстителката“, който разказва за живота на Мара Бунева. Сценарист е Тони Николов, а режисьор Ралица Димитрова. Премиерата на лентата е на 12 януари 2024 година в кино „Одеон“ в София.

## Родословие
|                           |                           |                           |                           |                           |                           |  |  |                        |                        |                        |                        |                        |                        |  |  |               |               |               |               | Никола Бунев (1887 – ?) | Никола Бунев (1887 – ?) | Никола Бунев (1887 – ?) | Никола Бунев (1887 – ?) | Никола Бунев (1887 – ?)   | Никола Бунев (1887 – ?)   |                           |                           | Анна Захова Манова        | Анна Захова Манова        | Анна Захова Манова | Анна Захова Манова | Анна Захова Манова        | Анна Захова Манова        |                           |                           |                           |                           |  |  |                             |                             |                             |                             |                             |                             |             |             |                              |                              |                              |                              |                              |                              |  |  |
|                           |                           |                           |                           |                           |                           |  |  |                        |                        |                        |                        |                        |                        |  |  |               |               |               |               | Никола Бунев (1887 – ?) | Никола Бунев (1887 – ?) | Никола Бунев (1887 – ?) | Никола Бунев (1887 – ?) | Никола Бунев (1887 – ?)   | Никола Бунев (1887 – ?)   |                           |                           | Анна Захова Манова        | Анна Захова Манова        | Анна Захова Манова | Анна Захова Манова | Анна Захова Манова        | Анна Захова Манова        |                           |                           |                           |                           |  |  |                             |                             |                             |                             |                             |                             |             |             |                              |                              |                              |                              |                              |                              |  |  |
|                           |                           |                           |                           |                           |                           |  |  |                        |                        |                        |                        |                        |                        |  |  |               |               |               |               |                         |                         |                         |                         |                           |                           |                           |                           |                           |                           |                    |                    |                           |                           |                           |                           |                           |                           |  |  |                             |                             |                             |                             |                             |                             |             |             |                              |                              |                              |                              |                              |                              |  |  |
|                           |                           |                           |                           |                           |                           |  |  |                        |                        |                        |                        |                        |                        |  |  |               |               |               |               |                         |                         |                         |                         |                           |                           |                           |                           |                           |                           |                    |                    |                           |                           |                           |                           |                           |                           |  |  |                             |                             |                             |                             |                             |                             |             |             |                              |                              |                              |                              |                              |                              |  |  |
| Борис Бунев (1895 – 1967) | Борис Бунев (1895 – 1967) | Борис Бунев (1895 – 1967) | Борис Бунев (1895 – 1967) | Борис Бунев (1895 – 1967) | Борис Бунев (1895 – 1967) |  |  | Лазар Бунев (? – 1928) | Лазар Бунев (? – 1928) | Лазар Бунев (? – 1928) | Лазар Бунев (? – 1928) | Лазар Бунев (? – 1928) | Лазар Бунев (? – 1928) |  |  | Еленка Бунева | Еленка Бунева | Еленка Бунева | Еленка Бунева | Еленка Бунева           | Еленка Бунева           |                         |                         | Мара Бунева (1902 – 1928) | Мара Бунева (1902 – 1928) | Мара Бунева (1902 – 1928) | Мара Бунева (1902 – 1928) | Мара Бунева (1902 – 1928) | Мара Бунева (1902 – 1928) |                    |                    | Надежда Бунева (? – 1928) | Надежда Бунева (? – 1928) | Надежда Бунева (? – 1928) | Надежда Бунева (? – 1928) | Надежда Бунева (? – 1928) | Надежда Бунева (? – 1928) |  |  | Вера Николова (1916 – 2012) | Вера Николова (1916 – 2012) | Вера Николова (1916 – 2012) | Вера Николова (1916 – 2012) | Вера Николова (1916 – 2012) | Вера Николова (1916 – 2012) |             |             | Георги Николов (1906 – 1997) | Георги Николов (1906 – 1997) | Георги Николов (1906 – 1997) | Георги Николов (1906 – 1997) | Георги Николов (1906 – 1997) | Георги Николов (1906 – 1997) |  |  |
| Борис Бунев (1895 – 1967) | Борис Бунев (1895 – 1967) | Борис Бунев (1895 – 1967) | Борис Бунев (1895 – 1967) | Борис Бунев (1895 – 1967) | Борис Бунев (1895 – 1967) |  |  | Лазар Бунев (? – 1928) | Лазар Бунев (? – 1928) | Лазар Бунев (? – 1928) | Лазар Бунев (? – 1928) | Лазар Бунев (? – 1928) | Лазар Бунев (? – 1928) |  |  | Еленка Бунева | Еленка Бунева | Еленка Бунева | Еленка Бунева | Еленка Бунева           | Еленка Бунева           |                         |                         | Мара Бунева (1902 – 1928) | Мара Бунева (1902 – 1928) | Мара Бунева (1902 – 1928) | Мара Бунева (1902 – 1928) | Мара Бунева (1902 – 1928) | Мара Бунева (1902 – 1928) |                    |                    | Надежда Бунева (? – 1928) | Надежда Бунева (? – 1928) | Надежда Бунева (? – 1928) | Надежда Бунева (? – 1928) | Надежда Бунева (? – 1928) | Надежда Бунева (? – 1928) |  |  | Вера Николова (1916 – 2012) | Вера Николова (1916 – 2012) | Вера Николова (1916 – 2012) | Вера Николова (1916 – 2012) | Вера Николова (1916 – 2012) | Вера Николова (1916 – 2012) |             |             | Георги Николов (1906 – 1997) | Георги Николов (1906 – 1997) | Георги Николов (1906 – 1997) | Георги Николов (1906 – 1997) | Георги Николов (1906 – 1997) | Георги Николов (1906 – 1997) |  |  |
|                           |                           |                           |                           |                           |                           |  |  |                        |                        |                        |                        |                        |                        |  |  |               |               |               |               |                         |                         |                         |                         |                           |                           |                           |                           |                           |                           |                    |                    |                           |                           |                           |                           |                           |                           |  |  |                             |                             |                             |                             |                             |                             |             |             |                              |                              |                              |                              |                              |                              |  |  |
| Милко Бунев (1931 – 2013) | Милко Бунев (1931 – 2013) | Милко Бунев (1931 – 2013) | Милко Бунев (1931 – 2013) | Милко Бунев (1931 – 2013) | Милко Бунев (1931 – 2013) |  |  |                        |                        |                        |                        |                        |                        |  |  |               |               |               |               |                         |                         |                         |                         |                           |                           |                           |                           |                           |                           |                    |                    |                           |                           |                           |                           |                           |                           |  |  |                             |                             |                             |                             | Борис Бунев                 | Борис Бунев                 | Борис Бунев | Борис Бунев | Борис Бунев                  | Борис Бунев                  |                              |                              |                              |                              |  |  |
| Милко Бунев (1931 – 2013) | Милко Бунев (1931 – 2013) | Милко Бунев (1931 – 2013) | Милко Бунев (1931 – 2013) | Милко Бунев (1931 – 2013) | Милко Бунев (1931 – 2013) |  |  |                        |                        |                        |                        |                        |                        |  |  |               |               |               |               |                         |                         |                         |                         |                           |                           |                           |                           |                           |                           |                    |                    |                           |                           |                           |                           |                           |                           |  |  |                             |                             |                             |                             | Борис Бунев                 | Борис Бунев                 | Борис Бунев | Борис Бунев | Борис Бунев                  | Борис Бунев                  |                              |                              |                              |                              |  |  |
| Ана-Мария Бунева          |                           |                           |                           |                           |                           |  |  |                        |                        |                        |                        |                        |                        |  |  |               |               |               |               |                         |                         |                         |                         |                           |                           |                           |                           |                           |                           |                    |                    |                           |                           |                           |                           |                           |                           |  |  |                             |                             |                             |                             |                             |                             |             |             |                              |                              |                              |                              |                              |                              |  |  |

### Видео
- Доста Димовска за Мара Бунева и историята
- Песен за Мара Бунева